# Perlmutt-Insel
Die Perlmutt-Insel (russisch Перламутровый; Perlamutrowy) war eine Insel des zu Russland gehörenden arktischen Franz-Josef-Landes. Nach dem Abschmelzen ihrer Eiskappe ist sie am Ende des 20. Jahrhunderts verschwunden.
Die Insel lag 200 m vor der Südküste der Graham-Bell-Insel. Sie war von einer annähernd kreisrunden Eiskappe mit einer Fläche von 1,5 km² bedeckt und erreichte eine Höhe von 22 m über Meeresniveau.